# Scoparia matuta
Scoparia matuta là một loài bướm đêm trong họ Crambidae.